# Saint-Just-Luzac
Saint-Just-Luzac település Franciaországban, Charente-Maritime megyében. Lakosainak száma 2100 fő (2022. január 1.). Saint-Just-Luzac Arvert, La Gripperie-Saint-Symphorien, Nieulle-sur-Seudre, Saint-Jean-d’Angle, Saint-Sornin, La Tremblade és Marennes-Hiers-Brouage községekkel határos.

## Népesség
A település népessége az elmúlt években az alábbi módon változott:
| Lakosok száma | 1154 | 1313 | 1432 | 1738 | 1943 | 1984 | 1993 | 2026 | 2046 | 2100 |
|               | 1968 | 1982 | 1990 | 2006 | 2013 | 2015 | 2017 | 2019 | 2020 | 2022 |